# Pink Luv
Pink Luv è il quinto EP del gruppo musicale sudcoreano Apink, pubblicato il 24 novembre 2014.

## Tracce
Download digitale
1. Luv – 3:58
2. Wanna Be – 3:40
3. Secret – 3:57
4. I'm Not an Angel (천사가 아냐; Cheonsaga Anya) – 3:26
5. Once Upon a Time (동화 같은 사랑; Donghwa Gateun Sarang) – 3:52
6. Luv (Instrumental) – 3:58

Tracce bonus CD
1. Good Morning Baby – 3:40
2. My Darling (Apink BnN) – 3:05